# Olympische Winterspiele 2014/Teilnehmer (Bulgarien)
| Gelbes Symbol für Goldmedaillen mit stilisierten Olympischen Ringen | Graues Symbol für Silbermedaillen mit stilisierten Olympischen Ringen | Braundes Symbol für Bronzemedaillen mit stilisierten Olympischen Ringen |
| ------------------------------------------------------------------- | --------------------------------------------------------------------- | ----------------------------------------------------------------------- |
| —                                                                   | —                                                                     | —                                                                       |

Bulgarien nahm an den Olympischen Winterspielen 2014 in Sotschi mit 18 Athleten in sechs Sportarten teil. Fahnenträgerin der bulgarischen Delegation bei der Eröffnungszeremonie war Marija Kirkowa.

## Sportarten

### Biathlon
| Athleten             | Wettbewerbe        | Zeit          | Fehler | Rang |
| -------------------- | ------------------ | ------------- | ------ | ---- |
| Frauen               |                    |               |        |      |
| Dessislawa Stojanowa | 7,5 km Sprint      | 23:48,1 min   | 2      | 61   |
| Dessislawa Stojanowa | 15 km Einzel       | 54:41,1 min   | 6      | 72   |
| Männer               |                    |               |        |      |
| Krassimir Anew       | 10 km Sprint       | 26:28,0 min   | 3      | 49   |
| Krassimir Anew       | 12,5 km Verfolgung | 38:47,6 min   | 5      | 48   |
| Krassimir Anew       | 20 km Einzel       | 53:30,3 min   | 2      | 36   |
| Krassimir Anew       | 4 × 7,5 km Staffel | 1:17:38,4 min | 10     | 15   |
| Wladimir Iliew       | 10 km Sprint       | 26:55,9 min   | 4      | 60   |
| Wladimir Iliew       | 20 km Einzel       | 53:52,6 min   | 3      | 39   |
| Wladimir Iliew       | 4 × 7,5 km Staffel | 1:17:38,4 min | 10     | 15   |
| Miroslaw Kenanow     | 20 km Einzel       | 58:01,1 min   | 1      | 75   |
| Michail Kletscherow  | 10 km Sprint       | 27:13,6 min   | 2      | 70   |
| Michail Kletscherow  | 20 km Einzel       | 56:41,8 min   | 2      | 68   |
| Michail Kletscherow  | 4 × 7,5 km Staffel | 1:17:38,4 min | 10     | 15   |
| Iwan Slatew          | 10 km Sprint       | 27:48,5 min   | 2      | 76   |
| Iwan Slatew          | 4 × 7,5 km Staffel | 1:17:38,4 min | 10     | 15   |

### Rodeln
| Athlet           | Wettbewerb | Lauf 1   | Lauf 1 | Lauf 2   | Lauf 2 | Lauf 3   | Lauf 3 | Lauf 4   | Lauf 4 | Gesamt       | Gesamt |
| Athlet           | Wettbewerb | Zeit     | Rank   | Zeit     | Rank   | Zeit     | Rank   | Zeit     | Rank   | Zeit         | Rank   |
| ---------------- | ---------- | -------- | ------ | -------- | ------ | -------- | ------ | -------- | ------ | ------------ | ------ |
| Männer           |            |          |        |          |        |          |        |          |        |              |        |
| Stanislaw Benjow | Einsitzer  | 55,040 s | 38     | 55,006 s | 37     | 54,558 s | 36     | 54,476 s | 38     | 3:39,080 min | 38     |

### Ski Alpin
| Athleten           | Wettbewerb        | Zeit                     | Rang                     |
| ------------------ | ----------------- | ------------------------ | ------------------------ |
| Männer             |                   |                          |                          |
| Nikola Tschongarow | Abfahrt           | 2:12,57 min              | 38                       |
| Nikola Tschongarow | Super-Kombination | 2:52,41 min              | 24                       |
| Nikola Tschongarow | Super-G           | 1:22,59 min              | 39                       |
| Nikola Tschongarow | Slalom            | nicht beendet im 2. Lauf | nicht beendet im 2. Lauf |
| Georgi Georgiew    | Abfahrt           | 2:12,49 min              | 36                       |
| Georgi Georgiew    | Super-Kombination | nicht beendet im 2. Lauf | nicht beendet im 2. Lauf |
| Georgi Georgiew    | Super-G           | 1:22,72 min              | 41                       |
| Georgi Georgiew    | Slalom            | nicht beendet im 1. Lauf | nicht beendet im 1. Lauf |
| Stefan Prissadow   | Riesenslalom      | ausgeschieden            | ausgeschieden            |
| Stefan Prissadow   | Slalom            | nicht beendet im 1. Lauf | nicht beendet im 1. Lauf |
| Frauen             |                   |                          |                          |
| Marija Kirkowa     | Riesenslalom      | 2:47,59 min              | 36                       |
| Marija Kirkowa     | Slalom            | nicht beendet im 2. Lauf | nicht beendet im 2. Lauf |

### Skilanglauf
| Athleten                   | Wettbewerb             | Zeit          | Rang          |
| -------------------------- | ---------------------- | ------------- | ------------- |
| Frauen                     |                        |               |               |
| Antonija Grigorowa-Burgowa | 15 km Doppelverfolgung | 44:27,9 min   | 56            |
| Antonija Grigorowa-Burgowa | Sprint-Prolog          | 2:54,31 min   | 60            |
| Antonija Grigorowa-Burgowa | 30 km Massenstart      | 1:23:05,6 min | 50            |
| Teodora Maltschewa         | Sprint-Prolog          | 2:49,66 min   | 54            |
| Teodora Maltschewa         | 30 km Massenstart      | nicht beendet | nicht beendet |
| Männer                     |                        |               |               |
| Andrej Gridin              | 30 km Doppelverfolgung | 1:15:44,7 min | 57            |
| Andrej Gridin              | Sprint-Prolog          | 3:50,57 min   | 64            |
| Andrej Gridin              | 50 km Massenstart      | 1:51:41,7 min | 41            |
| Wesselin Zinsow            | 30 km Doppelverfolgung | 1:14:12,0 min | 53            |
| Wesselin Zinsow            | 15 km klassisch        | 42:06,3 min   | 41            |
| Wesselin Zinsow            | 50 km Massenstart      | nicht beendet | nicht beendet |

### Skispringen
| Männer - Wladimir Sografski |

### Snowboard
| Athleten            | Wettbewerb            | Zeit        | Rang |
| ------------------- | --------------------- | ----------- | ---- |
| Frauen              |                       |             |      |
| Aleksandra Schekowa | Snowboardcross        | 1:24,29 min | 5    |
| Männer              |                       |             |      |
| Radoslaw Jankow     | Parallel-Riesenslalom | 1:42,08 min | 25   |
| Radoslaw Jankow     | Parallel-Slalom       | 1:00,24 min | 21   |